# День работников гражданской авиации Туркменистана
Указом Президента Туркменистана Сапармурата Ниязова от 4 мая 1992 года, каждый год, 4 мая в Туркменистане отмечается, как День работников гражданской авиации Туркменистана.

## Предыстория
Именно в этот день, 4 мая 1992 года в Туркменистана была создана первая авиакомпания, положившая начало становлению гражданской авиации страны.